# هربرت رید
سر هربرت ادوارد رید (به انگلیسی: Herbert Read)، (۴ دسامبر ۱۸۹۳-۱۲ ژوئن ۱۹۶۸) مورخ تاریخ هنر، شاعر، منتقد ادبی و فیلسوف انگلیسی بود که به خاطر کتاب‌های فراوانی که در مورد هنر نوشته، از جمله کتاب‌های مؤثری در مورد نقش هنر در آموزش و نقد هنری شناخته شده‌است. رید از بنیان‌گذاران موسسه هنرهای معاصر بود. او یکی از اولین نویسندگان انگلیسی بود که به اگزیستانسیالیسم توجه داشت.

## زندگی اولیه
رید که پسر یک کشاورز بود، در ماسکوتس نزدیک نانینگ تون حدود چهار مایلی جنوب کیربیمورساید در نورث رایدینگ آو یورکشایر به دنیا آمد. تحصیلاتش در دانشگاه لیدز به خاطر جنگ جهانی اول نیمه‌تمام ماند. در طی جنگ او با گرین هواردز در فرانسه خدمت کرد. او درجه‌های مختلفی را دریافت کرده و به مقام کاپیتانی رسید. در طی جنگ رید به همراه فرانک راتر مجله هنر و ادبیات را تأسیس کرد که یکی از اولین نشریات دوره‌ای بود که کار تی. اس. الیوت را منتشر کرد.
از پیتر کروپوتکین، میخائیل باختین، ویلیام موریس، ماکس اشتیرنر، جان راسکین، ویلیام گودوین، جرج اورول و تی. اس. الیوت تاثیر پذیرفت.

## کارهای اولیه
اولین کتاب اشعار رید در سال ۱۹۱۵ با هزینه خودش منتشر شد. دومین مجموعه شعرهایش با نام «جنگجویان برهنه» که تجاربش از جنگ در سنگرهای جنگ جهانی اول بود در سال ۱۹۱۹ به چاپ رسید. شعرهایش که نشانگر تأثیر مکتب شعر جدید و شاعران متافیزیکی است به صورت شعر سپید سروده شده بود. اشعار منتخبش در سال ۱۹۴۶ منتشر شد. به عنوان یک منتقد ادبی، بیشتر به کار شاعران رمانتیک انگلیسی می‌پرداخت (برای مثال، صدای واقعی احساس: مطالعاتی در شعر رمانتیک انگلیسی، ۱۹۵۳) ولی ناظر نزدیک مکتب شعر جدید هم بود. او رمان «کودک نارس» را منتشر کرد. بین سال‌های ۱۹۲۲ تا ۱۹۳۹ با مجله کرایترین همکاری کرد و سال‌ها به‌طور منظم منتقد هنری مجله لیسنر بود.
در سال ۱۹۳۶ در حالی که ویلیام باتلر ییتس شاعرانی از نسل جنگ بزرگ را برای «کتاب شعر نوآکسفورد» انتخاب می‌کرد رید به‌طور پرسش‌برانگیزی با گزیدهٔ ۱۷ صفحه‌ای (تقریباً نیمی از کار اصلی) «پایان جنگ» او از دیگر همکارانش متمایز شد. (فابر و فابر، ۱۹۳۳)
رید به هنر نویسندگی علاقه داشت. او عمیقاً به سبک و ساختار توجه می‌کرد و نظراتش را در «سبک نثر انگلیسی»(۱۹۲۸) خلاصه کرد که نخستین کتاب در این موضوع و فلسفهٔ خوب نوشتن بود. این کتاب به عنوان یکی از بهترین کتاب‌ها در مورد چگونگی پایه‌های زبان انگلیسی و استفاده از آنها برای نگارش انگلیسی ظریف و متمایز مورد توجه قرار گرفت.

## منتقد هنری

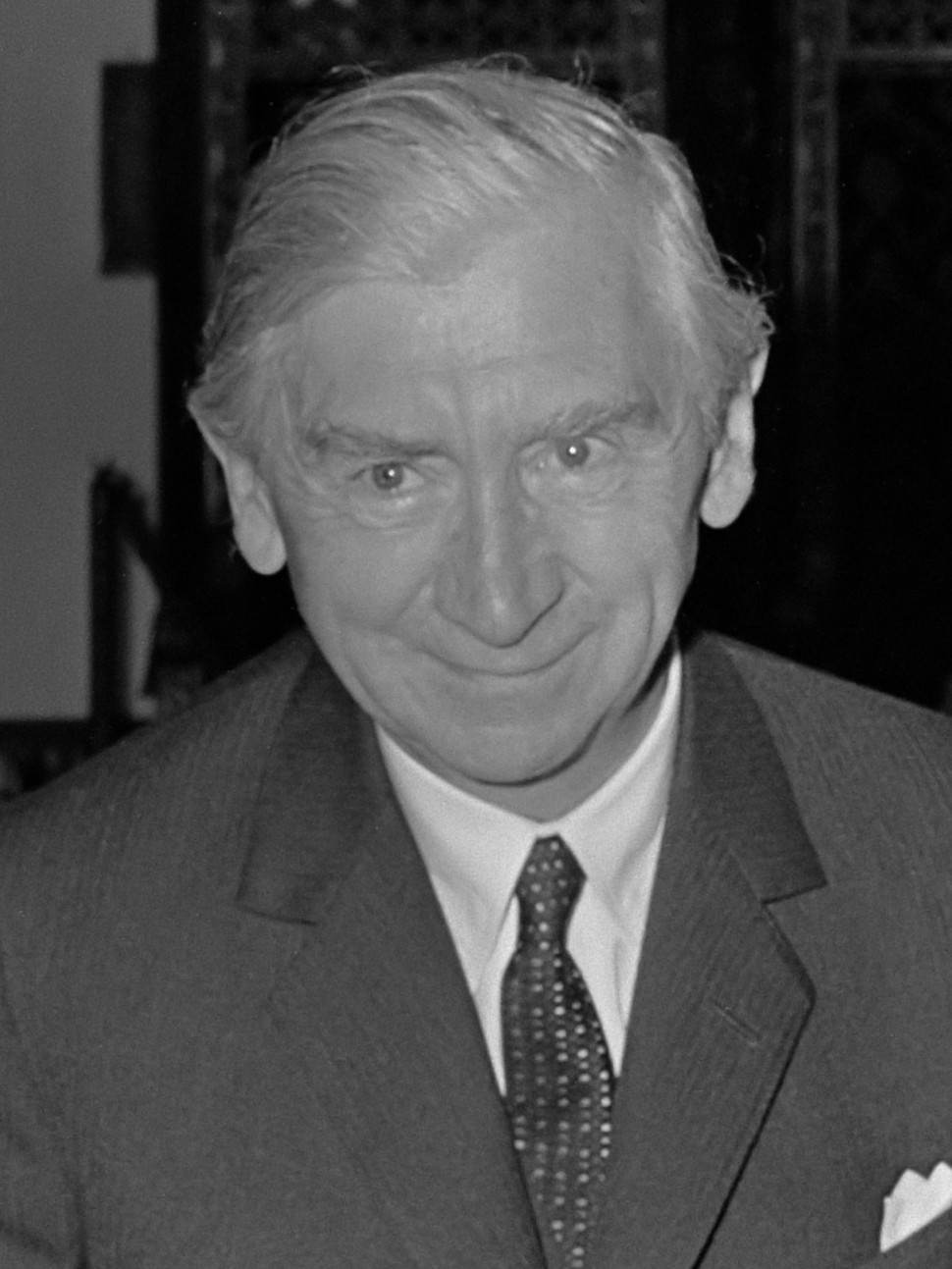
هربرت رید در سال ۱۹۶۶

رید بیشتر به خاطر منتقد هنری بودن شناخته شده بود (و شناخته شده باقی ماند). او قهرمان هنرمندان مدرن بریتانیایی مانند: پاول نش، بن نیکلسون، هنری مور و باربارا هپ‌ورث بود. او با گروه واحد هنرهای معاصر نش همراه شد. رید از سال ۱۹۳۱ تا ۱۹۳۳ در دانشگاه ادینبورگ استاد هنرهای زیبا و از ۱۹۳۳ تا ۱۹۳۸ سردبیر صفحه‌آرایی مجله برلینگتون بود.